# Lopes Cançado
José Maria Lopes Cançado (Pitangui, 1º de novembro de 1901 — Belo Horizonte, 13 de julho de 1982) foi um advogado, escritor e  político brasileiro. Exerceu o mandato de deputado federal constituinte por Minas Gerais em 1946.

## Vida Pessoal
Lopes Cançado, filho de Agenor Lopes Cançado e de Maria Carolina Filgueiras Cançado, se formou em 1924 pela Faculdade de Direito da Universidade de Minas Gerais, atual Universidade Federal de Minas Gerais (UFMG).
Atuou como advogado em Pitangui e Belo Horizonte, com um total de 43 casos anexados.
Casou-se com Maria do Carmo Mascarenhas Cançado, com quem teve três filhos.

## Carreira Política
Em 1934, foi eleito deputado federal constituinte pelo Partido Republicano Mineiro (PRM). Em posse do título, foi escolhido, junto de Afrânio de Melo Franco, os representantes do PRM na Comissão Legislativa encarregada de elaborar o projeto de Constituição.
Em 1943, foi um dos signatários do Manifesto dos Mineiros, documento que pedia a redemocratização do país e se posicionava contra o Estado Novo de Getúlio Vargas.
Com o fim do Estado Novo em 1945, Lopes Cançado filiou-se à União Democrática Nacional (UDN), partido que possuía entre seus líderes Carlos Lacerda e que proporcionou a eleição de Cançado como deputado constituinte em 1946.

Após seu mandato tentou se candidatar novamente em 1950 e 1958, mas conseguindo apenas suplências, desistindo da vida política em 1960.